# Митронов, Иван Илларионович
Иван Илларионович Митронов (1913, Москва — 1969) — советский футболист, нападающий. Наиболее известен по выступления за клубы ЦДКА и «Металлург» Москва. Мастер спорта СССР (1946).

## Биография

### На первенство Москвы
Начал заниматься футболом в конце 1920-х в команде Рабочего дома «Пролетарская Кузница» (РДПК), объединявшего спортивную молодёжь Замоскворечья с завода Динамо имени Кирова, а также заводов Парострой, АМО и Трубосоединения. Митронов дебютировал в команде в 1928 году, когда и клуб после удачно проведённого сезона во втором эшелоне первенства Москвы, стартовал в высшей лиге чемпионата Москвы, играя здесь наравне с ведущими клубами — «Динамо» или «Пищевиками». В 1930 РДПК был расформирован и почти все его игроки перешли во вновь созданное «Торпедо» . Но Митронов остался в команде при заводе Динамо, где и играл в низших лигах на первенство города почти до самого начала проведения первенств СССР, когда его приметили тренеры одной из ведущих команд, чемпиона Москвы осени 1935 — ЦДКА. В этот год Митронов правда, играл уже в Сталинце.

### ЦДКА
Первый, 1936 год, в ЦДКА вышел у Митронова удачным. В 15 матчах двух чемпионатов и кубка он забил 6 мячей. Но, главное, в год дебюта Митронова в составе армейцев впервые проводились чемпионат и Кубок страны, и вышло так, что именно этому форварду выпало забить сразу несколько исторических первых мячей. Помимо прочего, ему часто приписывается и первый гол в истории ЦСКА в чемпионатах страны, он же первый гол в Москве в чемпионатах страны — 23 мая 1936 в ворота «Красной Зари» (победа ЦДКА 6:2). Но, по сообщениям корреспондентов-очевидцев из Красного Спорта, многотиражки завода Красная Заря и Рабочей Москвы этот исторический гол забил Щавелев (по сообщению Труда и вовсе Шелагин).
Что же касается не вызывающих сомнения голов, то Митронов забил первый в истории гол армейцев в кубке страны — 26 июля в Актюбинске местному «Динамо» в 1/32 Кубка (52-я минута, итоговый счёт 4:0). И первый в истории гол в главном московском дерби на высшем уровне — в чемпионатах страны.
На следующий ему удалось ещё одно достижение — первый хет-трик армейцев в чемпионатах страны. Произошло это 26 сентября 1937 года в Ленинграде на стадионе имени Ленина в матче с «Динамо».
Эти три мяча остались единственными в чемпионате 1937 для Митронова, в июне он забил за ЦДКА последний свой гол — в кубке одесситам. В межсезонье ЦДКА и «московский» Металлург произвели своеобразный размен нападающими — Иван отправился к сталеварам, а в обратную сторону отправился молодой Григорий Федотов, только-только забивший свои первые 5 мячей в высшем дивизионе.

### «Металлург»
Первое время размен пошёл на пользу всем участникам. Оба клуба улучшили свои результаты и впервые взяли медали национального первенства — армейцы серебро, а сталевары — бронзу. За 3 предвоенных сезона Миторонов забил 42 мяча за «Металлург», стабильно попадая в 5-10 лучших бомбардиров сезона и дважды открыл счёт в матчах с бывшей командой в 1939 году. Но за последними с Федотовым и другим экс-сталеваром Капелькиным во главе уже было не угнаться — оба матча Металлург проиграл 2:3 и 1:6. Армейцы ещё раз взяли медали, а «Металлург» в свою очередь вылетел в 1940 году.

### Годы войны
В Сезоне 1941 московские команды «Торпедо», «Локомотив», «Крылья Советов» и «Металлург» были расформированы, а из их игроков были созданы две сборные профсоюзных команд — «Профсоюзы»-1 и «Профсоюзы»-2. Митронов попал во вторую команду. Команда успела провести 10 матчей, последний — 18 июня против «Стахановца», 0:1. Митронов забил 4 мяча и был лучшим бомбардиром клуба на тот момент. 22 июня началась война, чемпионат был остановлен, и более команда «Профсоюзы»-2 ни в каких соревнованиях участия не принимала. Несмотря на остановку матчей чемпионата страны, футбол в стране продолжался. Команды московских мастеров, в частности, открыли соревнования на первенство города. При этом профсоюзная реформа московского футбола была почти полностью отменена — сборные «Профсоюзы»-2 и «Профсоюзны»-1 расформировали и вновь возродили «Крылья Советов», «Локомотив» и «Торпедо» (а «Металлург» — пока нет). В «Торпедо» Митронов начал участие в матчах первенства и кубка города. Параллельно Иван даже успел поработать на шефском заводе торпедовцев — ЗИЛе. Как писал Красный Спорт:

По-стахановски работают на автозаводе им. Сталина многие мастера футбола бывших показательных профсоюзных команд. Дирекция завода предоставила возможность мастерам футбола, бывшим рабочим этого коллектива, восстановить производственную квалификацию. Мастера I сборной профсоюзной команды тт. Новиков, Проценко, Разумовский, Маслов, инженер Мошкаркин и мастера II сборной команды профсоюзов тт. Митронов, Евсеев, Лобиков работают сейчас уже на ответственных участках и показывают стахановскую производительность труда.

Доиграть московский футбольный сезон 1941 всё же не удалось, он был прерван в середине октября в момент наиближайшего приближения немцев к городу. Зато в 1942 чемпионаты Москвы — весенний и осенний, Митронову в составе Торпедо удалось провести по полной программе.

### Во второй группе
После того, как самые потенциально продуктивные годы Митронова были потрачены на военное время, вернуться на уровень высшего дивизиона ему уже не удалось. Послевоенные годы его карьеры пришлись на соревнования дивизионом ниже — во второй группе. Здесь он сменил три команды — «Стахановец» Сталино, московский «Пищевик» и возрождённый после войны родной московский «Металлург», который в эти годы уже сходил со сцены.
Закончил карьеру Митронов в 1951 году играющим тренером одноимённого клуба — «Металлург» Боровичи Новгородской области.
Умер в 1969 году.

## Статистика
Указаны сезоны только в национальных чемпионатах и кубках. Региональные и городские соревнования не указываются.
| Клуб               | Див              | Сезон            | Чемпионат | Чемпионат | Кубки | Кубки | Еврокубки | Еврокубки | Итого | Итого |
| Клуб               | Див              | Сезон            | Игры      | Голы      | Игры  | Голы  | Игры      | Голы      | Игры  | Голы  |
| ------------------ | ---------------- | ---------------- | --------- | --------- | ----- | ----- | --------- | --------- | ----- | ----- |
| ЦДКА               | A                | 1936в            | 6         | 2         | 0     | 0     | 0         | 0         | 6     | 2     |
| ЦДКА               | A                | 1936о            | 7         | 2         | 2     | 2     | 0         | 0         | 9     | 4     |
| ЦДКА               | A                | 1937             | 6         | 3         | 2     | 1     | 0         | 0         | 8     | 4     |
| ЦДКА               | Итого            | Итого            | 19        | 7         | 4     | 3     | 0         | 0         | 23    | 10    |
| Металлург Москва   | A                | 1938             | 19        | 13        | 4     | 3     | 0         | 0         | 23    | 16    |
| Металлург Москва   | A                | 1939             | 25        | 16        | 1     | 0     | 0         | 0         | 26    | 16    |
| Металлург Москва   | A                | 1940             | 21        | 10        | 0     | 0     | 0         | 0         | 0     | 0     |
| Металлург Москва   | Итого            | Итого            | 65        | 39        | 5     | 3     | 0         | 0         | 70    | 42    |
| Профсоюзы-2        | A                | 1941             | 10        | 4         | 0     | 0     | 0         | 0         | 10    | 4     |
| Профсоюзы-2        | Итого            | Итого            | 10        | 4         | 0     | 0     | 0         | 0         | 0     | 0     |
| Стахановец Сталино | B                | 1945             | 13        | 6         | 2     | 0     | 0         | 0         | 15    | 6     |
| Стахановец Сталино | Итого            | Итого            | 13        | 6         | 2     | 0     | 0         | 0         | 15    | 6     |
| Пищевик Москва     | B                | 1946             | 24        | 0         | 1     | 0     | 0         | 0         | 25    | 0     |
| Пищевик Москва     | Итого            | Итого            | 24        | 0         | 1     | 0     | 0         | 0         | 25    | 0     |
| Металлург Москва   | B                | 1948             | 28        | 11        | 1     | 0     | 0         | 0         | 29    | 11    |
| Металлург Москва   | B                | 1949             | ?         | ?         | 0     | 0     | 0         | 0         | ?     | ?     |
| Металлург Москва   | Итого            | Итого            | 28        | 11        | 1     | 0     | 0         | 0         | 29    | 11    |
| Всего за карьеру   | Всего за карьеру | Всего за карьеру | 159       | 67        | 13    | 6     | 0         | 0         | 172   | 73    |

## Достижения

### Командные
Металлург Москва
- Бронзовый призёр чемпионата СССР (1): 1938